# Heterolocha disistaria
Heterolocha disistaria är en fjärilsart som beskrevs av Walker 1862. Heterolocha disistaria ingår i släktet Heterolocha och familjen mätare. Inga underarter finns listade i Catalogue of Life.